# Черноморски пелин
Черноморският или понтийски пелин (Artemisia pontica) е вид тревисти многогодишни растения от семейство сложноцветни (Asteraceae).

## Разпространение
Разпространен е по сухи, тревисти и каменисти места. Произхожда от Югоизточна Европа, но е пренесен в голяма част от Евразия от Франция до Синдзян. Среща се също в дивата природа на Североизточна Северна Америка.

## Други
Използва се надземната част (отвара), листата (запарка).